# Потапенко, Андрей Александрович
Андрей Александрович Потапенко (бел. Андрэй Аляксандравіч Патапенка; род. 9 февраля 2000, Минск) — белорусский футболист, полузащитник клуба БАТЭ, выступает на правах аренды в клубе «Гомель».

## Карьера

### БАТЭ

#### Начало карьеры
Начинал заниматься футболом в футбольной академии минского клуба МТЗ-РИПО. В 2011 году футболист перешёл в структуру борисовского БАТЭ, где продолжил выступать на юношеском уровне. В 2018 году футболист стал выступать за дублирующий состав борисовского клуба. За основную команду клуба футболист дебютировал 11 июля 2018 года в матче Кубка Беларуси против клуба «Энергетик-БГУ»выйдя на замену на 84 минуте. Также футболист за сезон сыграл матч Кубка Беларуси 11 августа 2018 года против «Городеи», выйдя на замену на 108 минуте в дополнительное время. В дальнейшем футболист продолжал выступать за дублирующий состав клуба. Своим первым результативным действием за клуб футболист отличился уже в новом сезоне 3 августа 2019 года в матче Кубка Беларуси против минского «Торпедо», отдав голевую передачу.

#### Аренда в «Арсенал» Дзержинск
В феврале 2020 года футболист на правах арендного соглашения присоединился к дзержинскому «Арсеналу», соглашение с которым рассчитано до конца сезона. Дебютировал за клуб футболист 18 апреля 2020 года в матче против клуба «Ошмяны-БГУФК», выйдя на поле в стартовом составе. За первую половину сезона футболист успел провести за дзержинский клуб всего лишь 5 матчей во всех турнирах результативными действиями не отличившись, преимущественно выходя  на замену под конец основного времени. В августе 2020 года футболист покинул дзержинский клуб, расторгнув арендное соглашение и вернувшись назад в борисовский БАТЭ.

#### Аренда в «Смолевичи»
В сентябре 2020 года футболист на правах арендного соглашения присоединился к клубу «Смолевичи», соглашение с которым было рассчитано до конца сезона. Дебютировал за клуб футболист 18 сентября 2020 года в матче против брестского «Руха», выйдя на замену на 73 минуте. По итогу сезона футболист вместе с клубом завершил чемпионат на итоговом последнем месте, вылетев в Первую лигу. На протяжении первой половины сезона футболист выступал за смолевичский клуб в роли одного из основных игроков, однако результативными действиями не отличился. В декабре 2020 года футболист покинул клуб по окончании срока действия арендного соглашения.

#### Аренда в «Слуцк»
В феврале 2021 года футболист на правах арендного соглашения присоединился к «Слуцку» до конца сезона. Дебютировал за клуб 14 марта 2021 года в матче против борисовского БАТЭ, выйдя на замену на 88 минуте. Первым результативным действием за клуб футболист отличился 16 мая 2021 года в матче против «Минска», отдав голевую передачу. Дебютный гол за клуб футболист забил 1 августа 2021 года в матче против минского «Динамо». На протяжении сезона футболист был в клубе одним из основных игроков, отличившись забитым голом и 4 результативными передачами. По окончании срока арендного соглашения футболист покинул клуб.

### «Гомель»
В январе 2022 года футболист перешёл в «Гомель», с которым подписал двухлетний контракт. Дебютировал за клуб 6 марта 2022 года в четвертьфинальном матче Кубка Беларуси против минского «Динамо». В следующем ответном матче матче 12 марта 2022 года против минского «Динамо» футболист отличился дебютным забитым голом. Первый матч в чемпионате футболист сыграл 20 марта 2022 года против дзержинского «Арсенала», выйдя на поле в стартовом составе. Вместе с клубом футболист стал обладателем Кубка Беларуси, где в финале 21 мая 2022 года победили борисовский БАТЭ. В июле 2022 года футболист вместе с клубом отправился на квалификационные матчи Лиги конференций УЕФА. Первый матч в рамках еврокубкового турнира футболист сыграл 21 июля 2022 года против греческого «Ариса». По итогу ответной встречи 27 июля 2022 года салоникийский «Арис» также оказался сильнее и вышел в следующий квалификационный раунд. Свой первый гол за клуб в чемпионате футболист забил 30 сентября 2022 года в матче против «Витебска». На протяжении сезона футболист был в клубе одним из основным игроков, отличившись 2 забитыми голами и 3 результативными передачами во всех турнирах. По итогу сезона футболист вместе с клубом завершил чемпионат на итоговом седьмом месте.
Новый сезон за клуб начал 25 февраля 2023 года в матче за Суперкубок Беларуси, где с минимальным счётом уступили солигорскому «Шахтёру». Первый матч в чемпионате футболист сыграл 18 марта 2023 года против борисовского БАТЭ, выйдя на поле в стартовом составе. Первым забитым голом в сезоне футболист отличился 2 июля 2023 года в матче против мозырской «Славии», который футболист забил на последних минутах основного времени и принёс по итогу победу гомельскому клубу. На протяжении всего сезона футболист оставался одним из основных игроком клуба, чередуя матчи в стартовом составе и со скамейки запасных, отличившись 2 забитым голами. По итогу сезона футболист вместе с клубом завершил чемпионат на итоговом шестом месте. В январе 2024 года футболист покинул гомельский клуб по окончании срока действия контракта.

### БАТЭ

#### Сезон 2024 (аренда в «Гомель»)
В январе 2024 года футболист на правах свободного агента вернулся в борисовский БАТЭ. Новый сезон футболист начал 6 марта 2024 года с четвертьфинального матча Кубка Беларуси против минского «Динамо», выйдя на поле в стартовом составе. Первый матч в чемпионате футболист сыграл 16 марта 2024 года против «Минска», выйдя на замену на 77 минуте. Однако футболист в апреле 2024 года выбыл из распоряжение борисовского клуба из-за полученной травмы. В июле 2024 года футболист на правах арендного соглашения вернулся в «Гомель», соглашение с которым рассчитано до конца сезона. Первый матч за клуб футболист сыграл 3 августа 2024 года против «Слуцка», выйдя на поле в стартовом составе и отличившись также первым в сезоне забитым голом. По итогу сезона футболист вместе с клубом завершил чемпионат на итоговом шестом месте в турнирной таблице. На протяжении сезона футболист выступал за клуб в роли оджного из основных игроков, отличившись забитым голом и голевой передачей. По окончании срока арендного соглашения футболист покинул клуб.

#### Аренда в «Гомель»
В феврале 2025 года футболист снова присоединился к «Гомелю», который продлил арендное соглашение с футболистом ещё на сезон. Первый матч в новом сезоне футболист сыграл 15 марта 2025 года против жодинского «Торпедо-БелАЗ», выйдя на замену на 81 минуте. Также футболист 13 апреля 2025 года сыграл матч за вторую команду клуба против бобруйской «Белшины», выйдя на поле в стартовом составе. Первым в сезоне забитым голом за клуб футболист отличился 21 июня 2025 года в матче против брестского «Динамо».

## Международная карьера
В августе 2021 года был вызван в молодёжную сборную Беларуси. Дебютировал в сборной 8 октября 2021 года против Греции.

## Достижения
«Гомель»
- Обладатель Кубка Беларуси: 2021/22